# Peace River

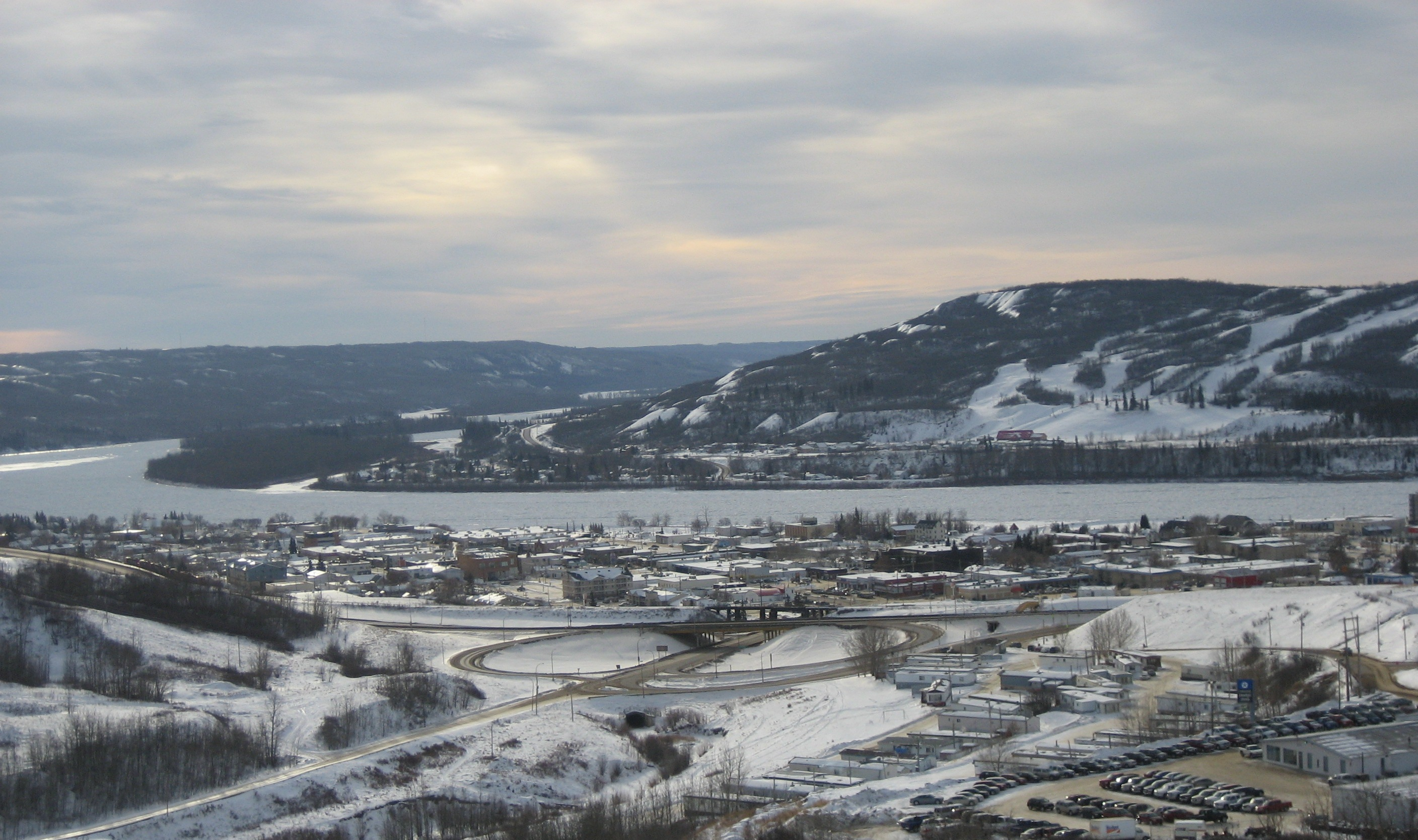
Peace river no inverno.

Peace River, originalmente chamado de Peace River Crossing, e conhecido como Rivière-la-Paix em francês, é uma cidade no noroeste de Alberta, Canadá.
Situada ao longo das margens do rio Peace, em sua confluência com o rio Smoky, o rio Heart  e riacho Pat. Ela está localizada 486 km (302 mi) a noroeste de Edmonton, e 198 quilômetros (123 milhas) a nordeste de Grande Prairie, ao longo da estrada 2. Ela era conhecido como o Village of Peace River Crossing entre 1914 e 1916.
A cidade de Peace River fica a cerca de 300 metros abaixo do terreno relativamente plano que o circunda. Pat's Creek costumava ser um canal aberto na cidade, mas agora está canalizado sob as ruas da cidade, re-emergente na foz no rio Peace no Parque Riverfront.
A população na cidade de Peace River foi de 6,729 em 2011, um aumento de 6,6% em relação a sua população em 2006 .